# Нижняя Якушка
Нижняя Якушка (чув. Упамсар) — село в Новомалыклинском районе Ульяновской области России. Входит в состав Среднеякушкинского сельского поселения.

## География
Село находится в восточной части Левобережья, в лесостепной зоне, к востоку от реки Большой Черемшан, на расстоянии примерно 8 километров (по прямой) к западу от села Новая Малыкла, административного центра района. Абсолютная высота — 57 метров над уровнем моря.
Климат
Климат характеризуется как умеренно континентальный, с тёплым летом и умеренно холодной зимой. Нижняя температура воздуха самого тёплого месяца (июля) — 20 °C (абсолютный максимум — 39 °C); самого холодного (января) — −13,8 °C (абсолютный минимум — −47 °C). Продолжительность безморозного периода составляет в среднем 131 день. Среднегодовое количество атмосферных осадков составляет 406 мм. Снежный покров образуется в конце ноября и держится в течение 145 дней.
Часовой пояс
Село Нижняя Якушка, как и вся Ульяновская область, находится в часовой зоне МСК+1. Смещение применяемого времени относительно UTC составляет +4:00.

## История
В 1780 году, при создании Симбирского наместничества, деревня Нижняя Якушкина Набанза тож, крещеных чуваш, вошло в состав Ставропольского уезда.
В начале XX века, рядом с селом была проложена железнодорожная линия Ульяновск—Бугульма, при которой был построен разъезд «Обамза».

## Население
| 1889 | 1897 | 1910  | 2010 |
| ---- | ---- | ----- | ---- |
| 879  | ↗880 | ↗1067 | ↘547 |

Национальный состав
Согласно результатам переписи 2002 года, в национальной структуре населения чуваши составляли 75 % из 581 чел.